# Phyllanthus macrochorion
Phyllanthus macrochorion är en emblikaväxtart som beskrevs av Henri Ernest Baillon. Phyllanthus macrochorion ingår i släktet Phyllanthus och familjen emblikaväxter. Inga underarter finns listade i Catalogue of Life.